# Poříčí
Poříčí (niem. Parschnitz) – część miasta Trutnov w Czechach, w kraju kralovohradeckim, w powiecie Trutnov.
Poříčí położone jest na północny wschód od centrum Trutnova.

## Historia
Pierwsza wzmianka o wsi pochodzi z 1260. Pod koniec XVI w. stała się częścią majątku Trutnov i podzieliła losy tego miasta, którego dziś jest przedmieściem. Wieś bardzo ucierpiała w czasie wojny trzydziestoletniej. W 1680 dotknęła ją zaraza, a w czasie wojen śląskich kilkakrotnie ulegał zniszczeniom dokonanym przez przejeżdżające wojska.
W 1845 Georg Walzel (1786-1850) z Vižňova kupił Béličský dvůr w Poříčí z bielarnią, zakładem przetwórstwa i suszarnią. Syn Georga, Clemens Walzel von Wiesentreu zakończył przebudowę zakładu na mechaniczną przędzalnię lnu. Clemens ze swoimi braćmi Georgiem (1815–1870) i Petrem (1817–1859) prowadził fabrykę i wkrótce rozszerzył ją o przędzalnię mechaniczną. Po śmierci braci w 1870 stał się jedynym właścicielem zaakładu i wkrótce wybudował we wsi kolejną przędzalnię. 
Duża powierzchnia otaczającego terenu skłoniła Walzela do pomysłu wybudowania w 1851 przy firmie własnej przędzalni lnu. Głównym inicjatorem budowy był Clemens, który stopniowo zdobywał wpływy w firmie. Fabryka otwarta w 1852 początkowo wykorzystywała do napędu koło wodne. Jednak dwa lata później wyposażono ją w maszynę parową i produkcja szybko rosła. W 1856 przędzalnia liczyła już 3.000 wrzecion i zatrudniała 150 pracowników. Europejski kryzys bawełniany, wywołany wojną prusko-austriacką, umożliwił mu następnie wybudowanie we wsi kolejnej przędzalni lnu, tym razem z 10.000 wrzecion. Jeszcze przed ukończeniem budowy przez krótki czas pełniła funkcję szpitala dla rannych żołnierzy, a w jej sąsiedztwie utworzono także niewielki cmentarz. Po śmierci Clemensa dziedzicem przedsiębiorstwa został jego bratanek Maksymilian  Walzel (1855-1933), który kontynuował modernizację i rozwój przedsiębiorstwa. W 1888 przebudował pierwotną przędzalnię na tkalnię mechaniczną ze 150 krosnami. W tym samym roku wyburzył także stary wybielacz i na jego miejscu wybudował nową do bielarnię przędzy i wyrobów drobnych, a także fabrykę wraz z zakładem przetwórczym. Zmodernizował w ten sposób cały kompleks lniarski i firma stała się jedną z największych w regionie. Zakład był ważnym dostawcą produktów zarówno dla wojska, jak i marynarki wojennej, a jakość jego produkcji była znana.
Maksymilian miał troje dzieci: dwóch synów i córkę. Jednak najstarszy syn, Klement zmarł tragicznie w 1919, a pozostali potomkowie nie byli zainteresowani prowadzeniem firmy. I tak w 1928 Maksymilian przekształcił firmę w spółkę komandytową, a do jej zarządu dołączyli inni członkowie rodziny. Po zajęciu przez Niemcy hitlerowskie firma dołączyła do służb III Rzeszy, a w czasie wojny wykorzystywała do pracy także robotników przymusowych. Po wyzwoleniu w 1945 został znacjonalizowana. Potomkowie rodziny Walzel musieli opuścić Republikę Czeską, a w 1947 ich dawna firma stała się częścią przedsiębiorstwa narodowego ČLZT Trutnov, później Texlen. W kolejnych latach funkcjonował jako Zakład Poříčí, a samodzielność odzyskała dopiero po aksamitnej rewolucji. Obecnie  na terenie dawnej siedziby działa firma Paja zajmująca się produkcją włókien chemicznych, a część budynków przeznaczona jest na skład mebli.